# CAI Comodoro Rivadavia
Comisión de Actividades Infantiles Comodoro Rivadavia, kurz C.A.I., ist ein argentinischer Fußballverein aus Comodoro Rivadavia, Chubut. Der 1984 gegründete Klub spielte von 2008 bis 2012 in der Nacional B, der zweithöchsten Spielklasse im argentinischen Fußball.

## Geschichte
Der Verein wurde am 1. Januar 1984 als Sportclub für Kinder und Jugendliche gegründet; sein Name bedeutet auf Deutsch „Kommission für Aktivitäten für Kinder“. Seit 1989 entschied man sich dazu nur eine Fußballabteilung zu führen. Der Verein ist das höchstklassige Team aus Patagonien. 
Die Vereinsphilosophie besteht darin hauptsächlich jungen Spielern aus der eigenen Nachwuchsabteilung die Möglichkeit zu geben sich im Profifußball zu entwickeln.

## Erfolge
- Torneo Argentino A: 2001/2002

## Stadion
CAI Comodoro Rivadavia spielt im Estadio Municipal, Comodoro Rivadavia, Chubut, welches Platz für 10.000 Zuschauer bietet.

## Bekannte Spieler
- Lucas Villafáñez (2008–2011)
- Martín Cabrera (2002~2005)
- Franco Miranda (2001~2003)
- Néstor Andrés Silvera (1994~1997)
- Jose Leonardo Ulloa (2002~2004)